# Talles Cunha
Talles Cunha (nacido el 13 de marzo de 1989) es un futbolista brasileño que se desempeña como delantero.
Jugó para clubes como el Guarani, Internacional, São Caetano, Criciúma, Leixões, União, SC Sagamihara y FC Zimbru Chișinău.

## Trayectoria

### Clubes
| Club               | País     | Año         |
| ------------------ | -------- | ----------- |
| Guarani            | Brasil   | 2007 - 2008 |
| Internacional      | Brasil   | 2008 - 2012 |
| São Caetano        | Brasil   | 2010        |
| Criciúma           | Brasil   | 2011        |
| Botafogo           | Brasil   | 2012        |
| Nova Iguaçu        | Brasil   | 2013        |
| Leixões            | Portugal | 2013 - 2014 |
| União              | Portugal | 2014 - 2015 |
| SC Sagamihara      | Japón    | 2015        |
| FC Zimbru Chișinău | Moldavia | 2016        |
| União              | Portugal | 2016        |
| Ypiranga           | Brasil   | 2017        |
| Veranópolis        | Brasil   | 2018        |